# Farine de blé

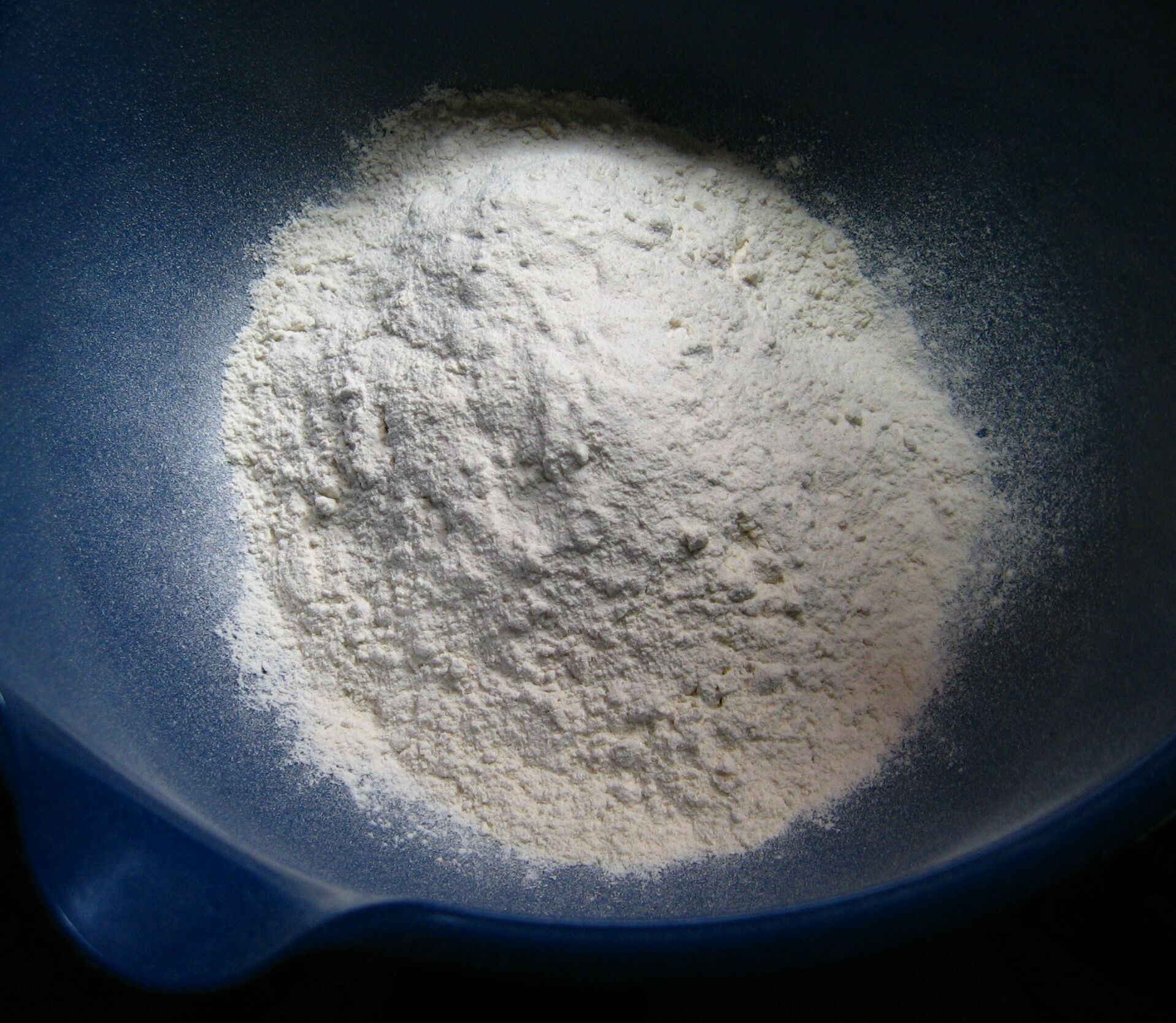
Farine de blé.

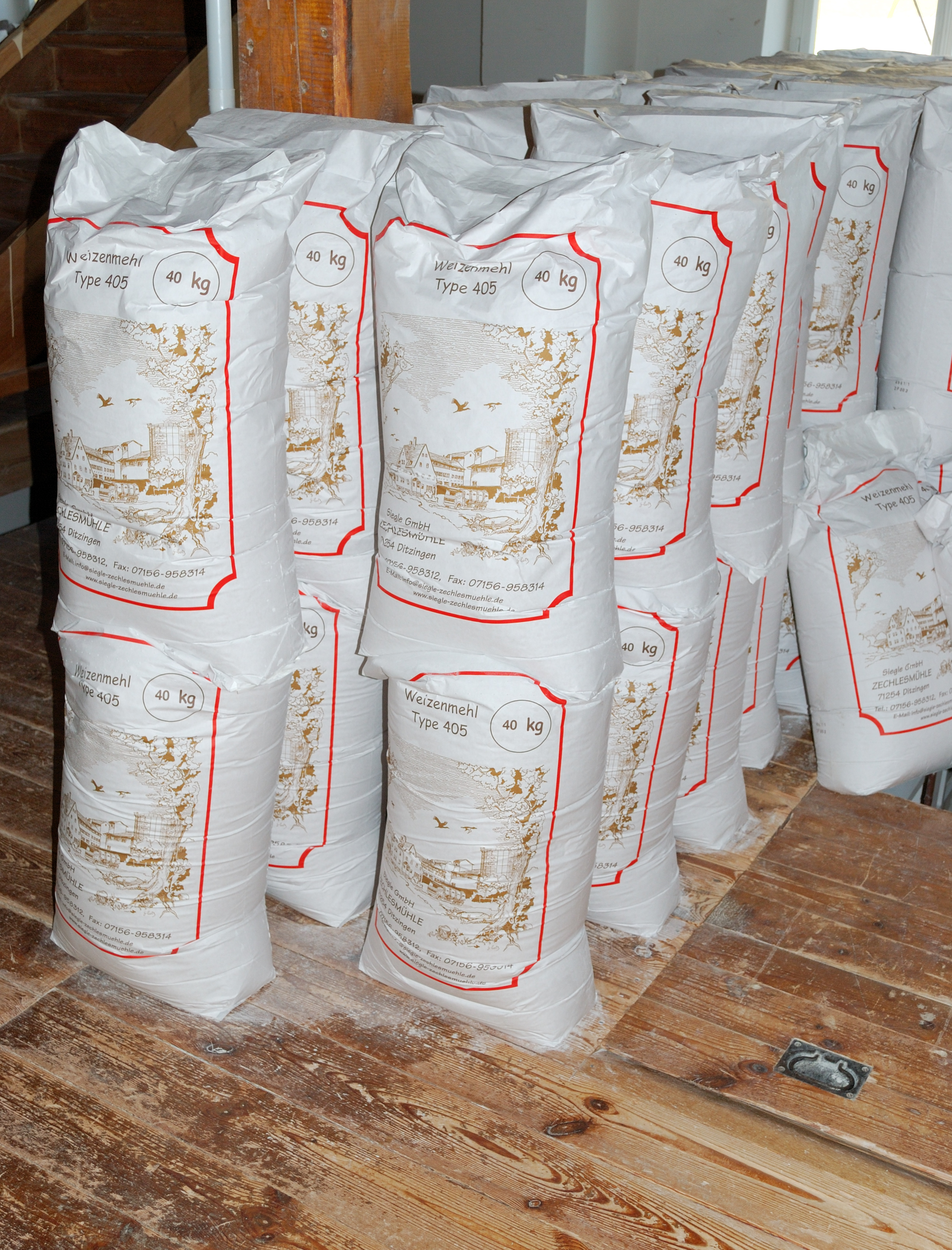
Sacs de farine de blé de type 405 (correspond au type 45 français) de 40 kg en Allemagne.

La farine de blé est le résultat de la mouture de la graine du blé tendre ou froment. La mouture a pris diverses formes depuis les premiers usages de la meule à grains.
Dans le commerce, l'appellation « farine de froment » ne désigne pas une autre catégorie de farine. Dans cet article, il est question de la farine de blé tendre, mais il existe aussi la farine de blé dur.

## Classification française des farines
Les différentes variétés de farines sont caractérisées en France en fonction de leur taux de blutage qui équivaut à leur taux de cendres, c'est-à-dire le rapport de la masse de cendres restantes après calcination d'un échantillon dans un four de laboratoire à 900 °C, et la masse de cet échantillon. Le taux de cendres est une indication de la teneur de la farine en matière minérale. Plus le taux de cendres est faible plus la farine est pure et blanche, car les matières minérales sont surtout contenues dans le son. La méthode de détermination du taux de cendre est précisément prescrite par la norme NF V03-720/ISO 2171,,.
En France, les farines sont désignées par un « type » précédé de la lettre T, qui correspond à un taux de cendre typique de la farine en question, exprimé en pour dix mille. Par exemple l'incinération de 100 g de farine de type 55 (« T55 ») produit environ 0,55 g de cendres minérales.
Six types de farine de blé ont été homologués en France par l'arrêté du 13 juillet 1963, :
| Type | Taux de cendre   | Dénomination usuelle | Utilisation                                       |
| ---- | ---------------- | -------------------- | ------------------------------------------------- |
| T45  | moins de 0,5 %   | farine blanche       | pâtisserie                                        |
| T55  | de 0,5 à 0,6 %   | farine blanche       | pain blanc                                        |
| T65  | de 0,62 à 0,75 % | farine blanche       | pain de campagne, autres pains dits « tradition » |
| T80  | de 0,75 à 0,9 %  | farine bise          | pain bis                                          |
| T110 | de 1 à 1,2 %     | farine semi-complète | pain semi-complet                                 |
| T130 | de 1,2 à 1,4 %   | farine complète      | pain complet                                      |
| T150 | plus de 1,4 %    | farine intégrale     | pain complet « intégral »                         |

Le son est l'enveloppe du blé. C'est dans ce dernier que l'on retrouve les fibres et les minéraux, mais aussi les résidus de pesticides et autres produits utilisés pour certaines cultures du blé. Il est donc conseillé, pour l'utilisation des farines d'un type supérieur au T55, de choisir des farines issues de cultures de blé n'ayant pas été traitées avec des pesticides pour éviter la présence de résidus[réf. souhaitée].
On distingue les farines fortes, ayant un fort taux protéique (gluten) donnant son élasticité au pain, et les farines dites faibles, ayant un moindre taux protéique (inférieur à 10 %), utilisées en pâtisserie ou pour faire des préparations nécessitant un faible mixage (taux protéique) ou en biscotterie. La richesse en protéines est proportionnelle à celle du grain ayant servi à faire la farine. Pour augmenter la richesse en protéines, on peut ajouter du gluten ou bien utiliser une proportion de blés dit « de force » riches en protéines. Le mixographe permet de déterminer la nature de la farine ainsi que la quantité d'eau que nécessite la farine pour s'hydrater[réf. souhaitée].

## Composition de la farine
Voici, à titre d’exemple, la composition chimique d’une farine de type 55 :
| Amidon             | 65 à 70 %   | Glucides complexes |
| Eau                | 16 %        |                    |
| Gluten             | 9 à 12 %    | Protides           |
| Sucre              | 1 à 2 %     | Glucides simples   |
| Matières grasses   | 1,3 à 1,5 % | Lipides            |
| Matières minérales | 0,5 à 0,6 % |                    |
| son                | traces      |                    |
| Vitamines B, PP, E |             |                    |

- L’amidon est l’élément principal de la farine. Présent dans toutes les céréales, c’est un glucide complexe qui va pour partie être métabolisé par les levures boulangères, qui rejettent du dioxyde de carbone. Lors de la digestion, les molécules d'amidon sont hydrolisées en maltose, puis en glucose. Imprégné d’eau et chauffé à 70 °C, l’amidon épaissit : on dit qu’il forme un empois (ce qui provoque par exemple l’épaississement de la sauce béchamel).
- Le gluten est un mélange de protéines. Le gluten a une très grande importance dans le processus de panification : ses molécules forment un réseau élastique et extensible, qui va retenir les bulles de dioxyde de carbone, issues de la dégradation des sucres, par les levures. C'est ce phénomène qui provoque la levée de la pâte et l'aération de la mie. On appelle farines panifiables les farines qui, comme celle de blé, contiennent suffisamment de gluten pour que la pâte lève.
- L’eau : la législation française impose au meunier un taux d'humidité maximal de 16 %. Au-delà, la farine serait difficile à conserver.
- Les sucres sont du saccharose et du glucose. Ils sont peu nombreux dans la farine. Cependant ils sont directement fermentescibles et assimilés rapidement par les levures, ce qui permet d'amorcer la fermentation.
- Dans la graine de blé, les matières grasses se trouvent principalement dans le germe et dans les enveloppes. Ces éléments étant éventuellement supprimés à la mouture, il peut parfois en rester très peu dans la farine. Une quantité de matières grasses trop importante serait néfaste à la bonne conservation de la farine et nuirait au rôle du gluten.
- Les matières minérales servent à déterminer la qualité d’une farine ainsi que son type. Les principales sont le phosphore, le potassium, le magnésium. La plus grande partie est située dans les enveloppes et dans le germe qui sont éventuellement supprimés par la mouture.
- Les vitamines sont peu nombreuses dans la farine (la plus grande partie se trouve dans le germe). La vitamine B1 participe à la transformation des glucides, la vitamine B2 favorise la croissance, la vitamine PP est indispensable aux cellules, la vitamine E assure le bon fonctionnement du système nerveux et des muscles.

## Aspects nutritionnels
Le blé, réduit en farine ou non, est probablement l'ingrédient alimentaire le plus consommé dans le monde[réf. nécessaire]. La farine de blé constitue la matière première agricole de plusieurs secteurs de l'industrie agroalimentaire : boulangerie (artisanale et industrielle), amidonnerie/glucoserie de blé, biscotterie, pâtisserie, biscuiterie. Le pain composé essentiellement de farine de blé, d'eau, de sel, et de levure ou de levain est probablement le premier aliment consommé dans le monde[réf. nécessaire].
La farine de blé contient essentiellement de l'amidon et des protéines, certaines solubles (albumines, globulines), d'autres insolubles (prolamines, gliadines et gluténines), les protéines insolubles constituant le gluten. La dermatite herpétiforme peut également être liée à la consommation de gluten.
Les protéines du blé sont relativement pauvres en lysine, ce qui en fait leur acide aminé limitant. La farine contient très peu de matières grasses, celles-ci étant concentrées dans le germe, écarté lors de la mouture. La farine est relativement pauvre en vitamines (pas de vitamine A, de vitamine C, de vitamine B12), mais assez riche en minéraux, leur taux dépendant du taux d'extraction. On constate cependant que la biodisponibilité de ces minéraux varie en fonction de la teneur en son, lui-même riche en acide phytique.
Il existe des facteurs anti-nutritionnels endogènes dans le blé, présents aussi en partie dans la farine: facteurs anti-trypsiques, inhibiteurs de l'alpha-amylase, lectines ou agglutinines (dans le germe et dans le gluten), pentosanes et acide phytique (plutôt présents dans le son). La plupart de ces substances sont éliminées par la mouture, par trempage, traitement thermique ou fermentation.

## Critères techniques

### Masse & valeur meunière
- Valeur meunière : aptitude à donner un bon rendement en farine de pureté désirée avec un minimum d'énergie.
- Masse 1 000 graines : valeur à multiplier par 0,86 pour obtenir la masse des graines sèches.

| Masse de 1 000 graines | Taille des graines |
| ---------------------- | ------------------ |
| 24 à 34 g              | petites            |
| 35 à 45 g              | moyennes           |
| 46 à 56 g              | grosses            |

Le rendement en farine sera meilleur avec de grosses graines car il y a proportionnellement moins d'enveloppe sur la graine.

### Volume et compacité
- Volume réel 1 000 graines : valeur mesurée avec un pycnomètre que l'on remplit d'hexane (l'eau serait absorbée par les graines). Le volume est mesuré avant et après avoir rajouté les 1 000 graines.
- Compacité

| Compacité | Densité      | Apparence            | Force boulangère | Taux en protéines |
| --------- | ------------ | -------------------- | ---------------- | ----------------- |
| Forte     | environ 1,38 | translucide, vitreux | bonne            | fort              |
| Faible    | environ 1,32 | opaque, farineux     | faible           | faible            |

(l'expression Densité ne correspond pas ici à la densité de la farine qui est variable et généralement donnée à 0,55)
Le mitadinage est une anomalie qui se produit lors de la maturation du blé dur, et conduit à la formation de zones opaques et farineuses, altérant les qualités de la farine. On dit que le grain est mitadiné.

### Autres critères
- La dureté : c'est la résistance à l'écrasement.
- La teneur en eau : la référence fondamentale est de mesurer sous vide, avec du pentoxyde de phosphore pendant 60 h à 50 °C. Mais cette méthode est très longue et les industriels préfèrent effectuer des mesures plus rapides. S'il n'y a pas assez d'eau, il faut humidifier sinon il sera difficile de décoller l'enveloppe de l'amande. S'il y a trop d'eau, il faut sécher les graines.
- Le taux d'extraction : c'est le rapport entre la masse de farine extraite et la masse de blé utilisée, exprimée sous forme de pourcentage. Un taux d'extraction de 75 % signifie donc que de 100 kg de blé on extrait 75 kg de farine. Pour effectuer l'extraction, on enlève les enveloppes qui donnent le son (on y trouve beaucoup de fibres) et le germe (qui contient beaucoup de lipides susceptibles de s'oxyder). Plus l'extraction est poussée, plus la proportion de protéines, lipides, fibres, vitamines et minéraux est élevée.